# Alain Trussart
Pour les articles homonymes, voir Trussart.
Alain Trussart, né le 6 février 1956 à Uccle est un homme politique belge de langue française, membre d'Ecolo, ancien sympathisant du Rassemblement wallon.
Il est licencié en Communication sociale et agrégé en Sciences politiques et sociales (UCL, 1979); il développe une activité de terrain comme animateur;  membre actif de la Fédération des scouts catholiques, d'un groupe local Tiers-Monde à Chaumont-Gistoux; en 1984, il crée le Forum de lutte contre la pauvreté en Brabant wallon; il milite en faveur de l'école de devoirs Le Goéland à Wavre; il milite dans différents groupes revendiquant le droit de vote des immigrés; il lutte contre l'implantation des missiles (CNAPD) (1980-1989); animateur de l'ONG Entraide et Fraternité (années '90) de coopération nord-sud, dans le respect environnemental.

## Carrière politique
- conseiller provincial de la province de Brabant (1991-1994)
- conseiller provincial de la province de Brabant wallon (1994-2002, 2006-2018)
- député wallon (2002-2004) en suppléance de Marc Hordies
- député provincial de la province de Brabant wallon (2006-2012)